# Lucius Marcius Philippus (consul en -56)
Pour les articles homonymes, voir Lucius Marcius Philippus.
Lucius Marcius Philippus est membre d'une grande famille sénatoriale romaine qui prétend descendre du Roi romain Ancus Marcius.

## Biographie
Fils de Lucius Marcius Philippus et de sa femme Claudia.
Il est préteur en 60 av. J.-C., puis propréteur de la Syrie en 59 av. J.-C.. Il se marie la même année avec Atia Balba Caesonia, la nièce maternelle de Jules César. Philippus a déjà un fils et une fille (qui plus tard épousera Caton le Jeune) d'un mariage précédent. Atia, quant à elle, a deux enfants avec le sénateur et gouverneur Caius Octavius : Octavie et Octave (le futur empereur romain Auguste). Philippus aime et considère ses beaux-enfants comme les siens. En 56 av. J.-C. il devient consul avec Cnaeus Cornelius Lentulus Marcellinus.
En dépit des liens familiaux qui l’unissent à César, Philippus ne prend pas son parti lors de la guerre civile qui l'oppose à Pompée, se liant même aux adversaires de César au sénat. Pour cette raison, Philippus n'a pas de province à gouverner. Sentant la menace, conséquence de son opposition, il demande à César de lui permettre de rester hors de conflit, en demeurant en Italie pendant cette période de troubles. César est clément, voyant qu'il ne compte pas un ennemi de plus, à défaut de compter un partisan de plus. Philippus est également un ami proche de Cicéron.
Le désir de Philippus d'éviter les conflits est évident tout au long de sa vie. Quand son beau-fils Octave est désigné comme héritier de César, Philippus essaye de le dissuader d'accepter cette charge par crainte de Marc Antoine. Il enrôle Atia pour essayer de convaincre le jeune homme de refuser, mais en vain. Bien qu'il se soit opposé à Marc Antoine, Philippus a participé comme légat à la délégation de la rencontre de Mutina. Atia meurt en 43 av. J.-C., et, selon Ovide, Philippus épouse l’une des sœurs de son épouse. Ils ont eu un fils, Lucius Marcius Philippus.